# Sally Haslanger
 (février 2021).
La mise en forme du texte ne suit pas les recommandations de Wikipédia : il faut le « wikifier ».
Les points d'amélioration suivants sont les cas les plus fréquents. Le détail des points à revoir est peut-être précisé sur la page de discussion.
- Les titres sont pré-formatés par le logiciel. Ils ne sont ni en capitales, ni en gras.
- Le texte ne doit pas être écrit en capitales (les noms de famille non plus), ni en gras, ni en italique, ni en « petit »…
- Le gras n'est utilisé que pour surligner le titre de l'article dans l'introduction, une seule fois.
- L'italique est rarement utilisé : mots en langue étrangère, titres d'œuvres, noms de bateaux, etc.
- Les citations ne sont pas en italique mais en corps de texte normal. Elles sont entourées par des guillemets français : « et ».
- Les listes à puces sont à éviter, des paragraphes rédigés étant largement préférés. Les tableaux sont à réserver à la présentation de données structurées (résultats, etc.).
- Les appels de note de bas de page (petits chiffres en exposant, introduits par l'outil «  Source ») sont à placer entre la fin de phrase et le point final[comme ça].
- Les liens internes (vers d'autres articles de Wikipédia) sont à choisir avec parcimonie. Créez des liens vers des articles approfondissant le sujet. Les termes génériques sans rapport avec le sujet sont à éviter, ainsi que les répétitions de liens vers un même terme.
- Les liens externes sont à placer uniquement dans une section « Liens externes », à la fin de l'article. Ces liens sont à choisir avec parcimonie suivant les règles définies. Si un lien sert de source à l'article, son insertion dans le texte est à faire par les notes de bas de page.
- La présentation des références doit suivre les conventions bibliographiques. Il est recommandé d'utiliser les modèles {{Ouvrage}}, {{Chapitre}}, {{Article}}, {{Lien web}} et/ou {{Bibliographie}}. Le mode d'édition visuel peut mettre en forme automatiquement les références.
- Insérer une infobox (cadre d'informations à droite) n'est pas obligatoire pour parachever la mise en page.

Pour une aide détaillée, merci de consulter Aide:Wikification.
Si vous pensez que ces points ont été résolus, vous pouvez retirer ce bandeau et améliorer la mise en forme d'un autre article.
Sally Haslanger est une philosophe américaine. Elle enseigne au Massachusetts Institute of Technology et est titulaire de la chaire de philosophie Spinoza 2015 à l'université d'Amsterdam . Depuis 2009, elle dirige également un programme d'études sur les femmes et les genres au MIT.

## Biographie
Diplômée du Reed College en 1977, Haslanger a obtenu son doctorat en 1985 de l'université de Californie à Berkeley. Elle a enseigné à l'université de Princeton, à l'université de Pennsylvanie et à l'université du Michigan, à Ann Arbor.
Haslanger a été choisie comme conférencière Carus 2011 par l'American Philosophical Association . La Society for Women in Philosophy l'a distinguée en 2010, la citant comme l'une des « meilleures féministes analytiques » aux États-Unis. 
Haslanger a présidé la division orientale de l'American Philosophical Association et a été élue à l'Académie américaine des arts et des sciences en 2015 .
Haslanger est mariée à un autre philosophe du MIT, Stephen Yablo. Elle a un fils, Isaac, qui étudie à l'université Howard à Washington, et une fille, Zina, qui fréquente l'université du Massachusetts.

## Œuvre
Haslanger a publié dans de nombreux domaines tels que la métaphysique, la métaphysique féministe, l'épistémologie, la théorie féministe, la philosophie antique ou la philosophie sociale et politique. Les axes principaux de son travail portent sur la persévérance et l'endurance à travers le changement ; l'objectivité et l'objectivation ; et la théorie du genre de Catharine MacKinnon. 
Elle a apporté une contribution importante à l'analyse de la construction sociale de catégories souvent considérées comme naturelles, en particulier la race et le sexe. Un recueil de ses principaux articles sur ces sujets, paru sous le titre Resisting Reality a remporté le prix Joseph B. Gittler de l'American Philosophical Association en 2014. Son travail sur ces questions a été discuté en France lors du débat sur la "racialisation" . Haslanger coédite les Symposia on Gender, Race and Philosophy, une publication en ligne pour le travail philosophique récent sur les questions de race et de genre .

## Livres
- Resisting Reality: Social Construction and Social Critique, Oxford University Press, 2012.
- Persistence: Contemporary Readings (co-edited with Roxanne Marie Kurtz), MIT Press, 2006[10].
- Adoption Matters: Philosophical and Feminist Essays (co-edited with Charlotte Witt (en)), Cornell University Press, 2005[11].
- Theorizing Feminisms: A Reader (co-edited with Elizabeth Hackett), Oxford University Press, 2005[12].

## Articles
- “Family, Ancestry and Self: What is the Moral Significance of Biological Ties.” Adoption and Culture, 2009.
- "Changing the Ideology and Culture of Philosophy: Not by Reason (Alone)"[13]. Hypatia, vol. 23, Issue 2, pp. 210–23, mai 2008.
- “A Social Constructionist Analysis of Race,” in Revisiting Race in a Genomic Age, ed., Barbara Koenig, Sandra Soo-Jin Lee, Sarah Richardson (New Brunswick: Rutgers University Press), 2008.
- “'But Mom, crop-tops are cute!' Social Knowledge, Social Structure and Ideology Critique,” Philosophical Issues, 17:1 (septembre 2007): 70–91. Reprinted in Philosopher's Annual IXXX (2007).
- “What Good Are Our Intuitions: Philosophical Analysis and Social Kinds”, Proceedings of the Aristotelian Society Supplementary Volume, vol. 80, no. 1 (2006): 89–118.
- “Gender and Race: (What) Are They? (What) Do We Want Them To Be?” in Feminist theory: a philosophical anthology, ed., Ann Cudd (en) et Robin O. Andreasen (Oxford, UK Malden, Massachusetts: Blackwell Publishing)  (ISBN 9781405116619). 2005.
- “Social Construction: Who? What? Where? How?” in Theorizing Feminisms, ed., E. Hackett et S. Haslanger (Oxford: Oxford University Press) 2005.
- “You Mixed? Racial Identity without Racial Biology,” in Adoption Matters: Philosophical and Feminist Essays, ed., S. Haslanger et C. Witt. (Ithaca: Cornell University Press), janvier 2005.
- “Future Genders? Future Races?” Philosophic Exchange 34 (2003–04): 4–27. Reprinted in Moral Issues in Global Perspective, 2e édition, ed., Christine Koggel.  (Broadview Press, 2005).
- “Oppressions: Racial and Other,” in Racism, Philosophy and Mind, ed., Michael Levine et Tamas Pataki. (Ithaca: Cornell University Press, 2004): 97–123.
- “Gender, Patriotism, the Events of 9/11,” Peace Review: A Journal of Social Justice 15:4 (2003): 457–61.
- "Topics in Feminism" (with Nancy Tuana) The Stanford Encyclopedia of Philosophy (Spring 2003 Edition), Edward N. Zalta (ed.)[14].
- “Persistence Through Time,” in The Oxford Handbook of Metaphysics, ed., M. Loux and D. Zimmerman. (Oxford: Oxford U. Press, 2003), pp. 315–54.
- “Social Construction: The “Debunking” Project,” in Socializing Metaphysics: The Nature of Social Reality, ed., Frederick F. Schmitt. (Lanham, MD: Rowman and Littlefield, 2003), pp. 301–25.
- “Gender, Race: (What) Are They? (What) Do We Want Them To Be?” Noûs 34:1 (mars 2000): 31–55. Reprinted in Philosopher's Annual XXIII (2001). Reprinted in Feminist Theory: A Philosophical Anthology, ed., Ann Cudd et Robin Andreason.  Blackwell Publishers, 2004.
- “Feminism in Metaphysics: Negotiating the Natural,” in The Cambridge Companion to Feminism in Philosophy, ed., J. Hornsby et M. Fricker (Cambridge University Press, 2000), pp. 107–26.
- “What Knowledge Is and What It Ought To Be: Feminist Values and Normative Epistemology,” in Philosophical Perspectives (1999): 459–80. Reprinted in a shortened version as: “Defining Knowledge: Feminist Values and Normative Epistemology,” in the Proceedings of the World Congress of Philosophy, (1999).
- “Ontology and Social Construction”, Philosophical Topics 23:2 (Fall 1995) 95–125. Reprinted in a shortened version as: “'Objective' Reality, 'Male' Reality, and Social Construction,” in A. Garry and M. Pearsall, ed., Women, Knowledge, and Reality, 2e édition (NY: Routledge, 1996) pp. 84–107. A further shortened version reprinted as “'Objective' Reality, 'Male' Reality, and Social Construction,” in The Canon and Its Critics: A Multiperspective Introduction to Philosophy, ed., Todd M. Furman and Mitchell Avila (Mountain View, CA: Mayfield Pub. 2000), pp. 257–65.
- “Humean Supervenience and Enduring Things,” Australasian Journal of Philosophy 72:3 (septembre 1994) 339–59.
- “Parts, Compounds, and Substantial Unity,” in Unity and Identity of Aristotelian Substances, ed., David Charles, Mary Louise Gill, et Theodore Scaltsas (Oxford: Oxford Univ. Press, 1994) 129–70.
- “On Being Objective and Being Objectified,” in A Mind of One's Own: Feminist Essays on Reason and Objectivity, ed., Louise Antony et Charlotte Witt (Boulder, CO: Westview Press, 1993), 85–125.
- “Ontology and Pragmatic Paradox,” Proceedings of the Aristotelian Society 92:3 (1992), 293–313.
- “Endurance and Temporary Intrinsics,” Analysis 49:3 (1989), 119–25.
- “Persistence, Change, and Explanation,” Philosophical Studies 56 (1989), 1–28.